# Caiuajara
Caiuajara dobruskii
Genre
Espèce
Caiujara est un genre fossile de ptérosaures dont les fossiles ont été trouvés au Cruzeiro do Oeste, dans l'État du Paraná au Brésil. Ce ptérosaure vivait il y a de −87 Ma à −75 Ma au Crétacé. Selon Paleobiology Database en 2025, le genre est resté monotypique et une seule espèce est connue, l'espèce type Caiuajara dobruskii.

## Historique
Le genre Caiuajara et l'espèce Caiuajara dobruskii sont décrits en 2014 par les paléontologues Paulo C. Manzig et al.,,.

### Fossiles
Selon Paleobiology Database en 2025, ce genre au une seule collection référencée de fossiles. Cette collection est de l'Aptien du Crétacé inférieur au Campanien du Crétacé supérieur, c'est-à-dire date de 125 à 72,1 Ma avant notre ère.

### Répartition
Cette seule collection provient de l'état du Paraná au Brésil.

### Étymologie
Le genre Caiujara doit son nom à la combinaison de Caiuá, en référence au Caiuá group, et du genre Tapejara.
Son nom spécifique, dobruskii, lui a été donné en l'honneur d'Alexandre Dobruski qui, avec son fils João, a découvert le site en 1971.

## Description
Caiujara mesurait 2,35 mètres d'envergure. Il a été découvert en 1971 mais n'a été décrit qu'en 2001. Ce ptérosaure devait être piscivore ou carnivore. Sa collerette grandissait avec l'âge et probablement les mâles étaient plus gros que les femelles.

## Liste d'espèces
Selon Paleobiology Database en 2025, une seule espèce est référencée dans le genre :
- † Caiuajara dobruskii Manzig et al., 2014[1]

### Publication originale
- [2014] (en) Paulo C. Manzig, Alexander W A Kellner, Luiz C. Weinschütz, Carlos E Fragoso, Cristina S. Vega, Gilson B. Guimarães, Luiz C. Godoy, Antonio Liccardo, João H. Z. Ricetti et Camila C. de Moura, « Discovery of a rare pterosaur bone bed in a cretaceous desert with insights on ontogeny and behavior of flying reptiles », PLOS One, PLoS, vol. 9, no 8,‎ 2014, e100005 (ISSN 1932-6203, OCLC 228234657, PMID 25118592, PMCID 4131874, DOI 10.1371/JOURNAL.PONE.0100005). .